# Abderrahmane Meziane
Abderrahmane Meziane (en arabe : عبد الرحمان مزيان), né le 7 mars 1994 à Médéa (Algérie), est un footballeur international algérien. Il évolue au poste d'ailier au CR Belouizdad

## Biographie

### En équipe nationale
En 2015, Meziane participe avec la sélection olympique à la Coupe d'Afrique des nations des moins de 23 ans qui se déroule au Sénégal. L'Algérie atteint la finale de cette compétition, en étant battue par le Nigeria. Meziane joue cinq matchs lors de ce tournoi.
Cette performance lui permet de participer l'année suivante aux Jeux olympiques d'été de 2016 organisés au Brésil. Lors du tournoi olympique, il joue trois matchs : contre le Honduras, l'Argentine, et le Portugal.
Le 12 août 2017, il reçoit sa première sélection en équipe d'Algérie, lors d'une rencontre face à la Libye. Ce mach perdu 1-2 rentre dans le cadre des éliminatoires du championnat d'Afrique des nations 2018.

## Statistiques

### En club
| Saison                | Club                  | Championnat           | Championnat | Championnat | Championnat | Coupe(s) nationale(s) | Coupe(s) nationale(s) | Coupe(s) nationale(s) | Supercoupe | Supercoupe | Supercoupe | Compétition(s) continentale(s) | Compétition(s) continentale(s) | Compétition(s) continentale(s) | Compétition(s) continentale(s) | Algérie | Algérie | Algérie | Total | Total | Total |
| Saison                | Club                  | Division              | M.          | B.          | P.d.        | M.                    | B.                    | P.d.                  | M.         | B.         | P.d.       | Comp.                          | M.                             | B.                             | P.d.                           | M.      | B.      | P.d.    | M.    | B.    | P.d.  |
| 2013-2014             | USM Alger             | Ligue 1               | 1           | 0           | 0           | -                     | -                     | -                     | -          | -          | -          | -                              | -                              | -                              | -                              | -       | -       | -       | 1     | 0     | 0     |
| 2014-2015             | USM Alger             | Ligue 1               | 5           | 1           | 0           | 2                     | 0                     | 0                     | -          | -          | -          | C1                             | 1                              | 0                              | 0                              | -       | -       | -       | 8     | 1     | 0     |
| 2016-2017             | USM Alger             | Ligue 1               | 26          | 8           | 3           | 2                     | 0                     | 0                     | 1          | 0          | 0          | C1                             | 12                             | 1                              | 1                              | -       | -       | -       | 41    | 9     | 4     |
| 2017-2018             | USM Alger             | Ligue 1               | 18          | 2           | 2           | 2                     | 0                     | 0                     | -          | -          | -          | C2                             | 10                             | 2                              | 0                              | 0       | 0       | 0       | 30    | 4     | 2     |
| 2018-2019             | USM Alger             | Ligue 1               | 24          | 7           | 7           | 3                     | 0                     | 1                     | -          | -          | -          | -                              | -                              | -                              | -                              | 1       | 0       | 0       | 28    | 7     | 8     |
| Sous-total            | Sous-total            | Sous-total            | 74          | 18          | 12          | 9                     | 0                     | 1                     | 1          | 0          | 0          | -                              | 23                             | 3                              | 1                              | 1       | 0       | 0       | 108   | 21    | 14    |
| 2015-2016             | RC Arbaa (prêt)       | Ligue 1               | 25          | 2           | 1           | 3                     | 0                     | 0                     | -          | -          | -          | -                              | -                              | -                              | -                              | -       | -       | -       | 28    | 2     | 1     |
| 2019-2020             | Al-Aïn FC             | UAE Pro League        | 5           | 1           | 2           | 2                     | 0                     | 1                     | -          | -          | -          | -                              | -                              | -                              | -                              | -       | -       | -       | 7     | 1     | 3     |
| 2019-2020             | ES Tunis              | Ligue 1 Pro           | 10          | 1           | 1           | 2                     | 0                     | 0                     | -          | -          | -          | C1                             | 2                              | 0                              | 0                              | -       | -       | -       | 14    | 1     | 1     |
| 2020-2021             | ES Tunis              | Ligue 1 Pro           | 16          | 0           | 2           | -                     | -                     | -                     | -          | -          | -          | C1                             | 3                              | 0                              | 0                              | -       | -       | -       | 19    | 0     | 2     |
| Sous-total            | Sous-total            | Sous-total            | 26          | 1           | 3           | 2                     | 0                     | 0                     | -          | -          | -          | -                              | 5                              | 0                              | 0                              | -       | -       | -       | 33    | 1     | 3     |
| 2021-2022             | USM Alger             | Ligue 1               | 20          | 5           | 1           | -                     | -                     | -                     | -          | -          | -          | -                              | -                              | -                              | -                              | -       | -       | -       | 20    | 5     | 1     |
| 2022-2023             | USM Alger             | Ligue 1               | 22          | 3           | 4           | -                     | -                     | -                     | -          | -          | -          | C2                             | 11                             | 3                              | 1                              | -       | -       | -       | 33    | 6     | 5     |
| Sous-total            | Sous-total            | Sous-total            | 42          | 8           | 5           | -                     | -                     | -                     | -          | -          | -          | -                              | 11                             | 3                              | 1                              | -       | -       | -       | 53    | 11    | 6     |
| 2023-2024             | CR Belouizdad         | Ligue 1               | 29          | 7           | 4           | 6                     | 3                     | 0                     | -          | -          | -          | C1                             | 8                              | 2                              | 1                              | -       | -       | -       | 43    | 12    | 5     |
| 2024-2025             | CR Belouizdad         | Ligue 1               | 26          | 5           | 3           | 6                     | 1                     | 0                     | 1          | 0          | 0          | C1                             | 10                             | 2                              | 6                              | -       | -       | -       | 43    | 8     | 9     |
| Sous-total            | Sous-total            | Sous-total            | 55          | 12          | 7           | 12                    | 4                     | 0                     | 1          | 0          | 0          | -                              | 18                             | 4                              | 7                              | -       | -       | -       | 86    | 20    | 14    |
| Total sur la carrière | Total sur la carrière | Total sur la carrière | 227         | 42          | 30          | 28                    | 4                     | 2                     | 2          | 0          | 0          | -                              | 57                             | 10                             | 9                              | 1       | 0       | 0       | 315   | 56    | 41    |

### En sélection nationale
| Saison                | Sélection             | Phases finales        | Phases finales | Phases finales | Phases finales | Éliminatoires CDM | Éliminatoires CDM | Éliminatoires CDM | Éliminatoires CAN | Éliminatoires CAN | Éliminatoires CAN | Matchs amicaux | Matchs amicaux | Matchs amicaux | Total | Total | Total |
| Saison                | Sélection             | Compétition           | M              | B              | Pd             | M                 | B                 | Pd                | M                 | B                 | Pd                | M              | B              | Pd             | M     | B     | Pd    |
| --------------------- | --------------------- | --------------------- | -------------- | -------------- | -------------- | ----------------- | ----------------- | ----------------- | ----------------- | ----------------- | ----------------- | -------------- | -------------- | -------------- | ----- | ----- | ----- |
| 2017-2018             | Algérie               | -                     | -              | -              | -              | 0                 | 0                 | 0                 | -                 | -                 | -                 | -              | -              | -              | 0     | 0     | 0     |
| 2018-2019             | Algérie               | CAN 2019              | -              | -              | -              | -                 | -                 | -                 | -                 | -                 | -                 | 1              | 0              | 0              | 1     | 0     | 0     |
| Total sur la carrière | Total sur la carrière | Total sur la carrière | -              | -              | -              | 0                 | 0                 | 0                 | -                 | -                 | -                 | 1              | 0              | 0              | 1     | 0     | 0     |

### Matchs internationaux
La liste ci-dessous dénombre toutes les rencontres de l'Équipe d'Algérie de football auxquelles Abderrahmane Meziane prend part, du 27 décembre 2018 jusqu'à présent.

## Palmarès

### En club
| USM Alger - Championnat d'Algérie (2) - Champion en 2014 et 2019 - Supercoupe d'Algérie (1) - Vainqueur en 2016 - Coupe de la confédération (1) - Vainqueur en 2022-2023 |  | CR Belouizdad - Coupe d'Algérie (1) - Vainqueur en 2024 |  | ES Tunis - Championnat de Tunisie (2) - Champion en 2020 et 2021 |

### En sélection
| Algérie olympique - Coupe d'Afrique des nations -23 ans - Finaliste en 2015 | Algérie - Championnat d'Afrique des nations de football 2022 - Finaliste en 2022 |

### Distinction personnelle
- Élu joueur de la saison du championnat d'Algérie en 2018